# Borja Gómez Pérez
Borja Gómez Pérez (ur. 14 maja 1988 w Madrycie) – hiszpański piłkarz, grający na pozycji centralnego lub prawego obrońcy.

## Kariera klubowa
Wychowanek Realu Madryt. Rozpoczął karierę piłkarską w drużynie AD Alcorcón. Przed rozpoczęciem sezonu 2010/11 przeszedł do Rayo Vallecano. 1 marca 2011 roku podpisał 3-letni kontrakt z Karpatami Lwów. Na początku stycznia 2012 został wypożyczony do Granada CF, a po zakończeniu sezonu 2011/12 klub wykupił transfer piłkarza.